# Tabor, Iowa
Tabor là một thành phố thuộc quận Fremont, tiểu bang Iowa, Hoa Kỳ. Năm 2010, dân số của thành phố này là 1040 người.

## Dân số
Dân số qua các năm:
- Năm 2000: 993 người.
- Năm 2010: 1040 người.